# Герб Дніпровського району (Дніпропетровська область)
Герб Дніпровського райо́ну затверджений 20 травня 2004 року 16-ю сесією Дніпропетровської районної ради XXIV скликання.

## Опис
Геральдичний щит чотирикутний з півколом в основі. У синьому полі з зеленими боками скаче з поверненою головою золотий кінь, над яким золота квітка соняшника з чорними зернами.
Золота квітка соняшника символізує розвинуте сільське господарство та важку хліборобську працю мешканців району. Ділення гербового щита і синій колір відображають річку Дніпро, який перетинає територію району майже навпіл. Зелений колір символізує сільські лани і мальовничу природу краю.
Щит увінчано стилізованим вінцем у вигляді золотого соняшника, що підноситься, а з боків прикрашений золотими пшеничними колосками, які символізують розвинуте сільське господарство та родючість дніпропетровської землі. 